# Châtillon-sur-Thouet
Châtillon-sur-Thouet é uma comuna francesa na região administrativa da Nova Aquitânia, no departamento de Deux-Sèvres. Estende-se por uma área de 16,45 km². Em 2010 a comuna tinha 2 736 habitantes (densidade: 166,3 hab./km²).